# Ла Казуча (Пистоја)
Ла Казуча је насеље у Италији у округу Пистоја, региону Тоскана.
Према процени из 2011. у насељу је живело 125 становника. Насеље се налази на надморској висини од 56 м.